# Христо Векилов
Христо П. Векилов е български опълченец.

## Биография
Роден е на 29 юни 1856 година в Габрово. Опълченец е в III българска дружина в Руско-турската война от 1877 – 1878 година. Взема участие в боевете при Стара Загора, Шипка и Шейново. Завършва военно училище в Букурещ. След Освобождението е жандармерийски началннк на Сливенски, Ямболски, Новозагорски, Кариобатски и Айтоски окръг. На 11 май 1883 година княз Александър I Български издава указ за награждаването му с орден „За храброст“ за участието му като опълченец. Умира на 30 август 1906 година в Ямбол.